# Octan magnezu
Octan magnezu, (CH
3COO)
2Mg – organiczny związek chemiczny, sól kwasu octowego i magnezu.
Octan magnezu otrzymuje się w reakcji kwasu octowego i magnezu lub tlenku magnezu:
2CH
3COOH + Mg → (CH
3COO)
2Mg + H
2↑
2CH
3COOH + MgO → (CH
3COO)
2Mg + H
2O